# 13 вересня
13 вересня — 256-й день року (257-й у високосні роки) у григоріанському календарі. До кінця року залишається 109 днів.

## Свята і пам'ятні дні

### Міжнародні
- День Роальда Дала

### Національні
- Мексика: День дітей-героїв.

### Релігійні

#### Західне християнство
- Пам'ять святих Айме[en], Аме[en], Армана Ваннського[fr], Венерія Пустельника[en], Вульфтріта Вілтонського[en], Євлогія Александрійського, Івана Золотоустого, Марцелліна Картагенського[en], Маврилія Анжерського[en] та Нектарія Отенського[en].

#### Східне християнство
- Передсвяття Воздвиження чесного Хреста;
- Пам’ять оновлення (освячення) храму Воскресіння Христового в Єрусалимі;
- Пам'ять священномучеників Корнилія сотника та Юліана пресвітера;
- Пам'ять мучеників Кронида, Леонтія і Серапіона, Селевка і Стратоника, Макровія і Гордіана, Іллі, Зотика, Лукіана і Валеріана;
- Пам'ять преподобного Петра в Атрої;
- Пам'ять великомучениці Кетевані, цариці Кахетинської;[1]
- Воздвиження чесного Хреста (Ассирійська церква Сходу).

## Іменини
✝  Католицькі: Айме, Аме, Арман, Венерій, Вульфтріт, Євлогій, Іван, Марцеллін, Маврилій, Нектарій.
✙ Православні: Валеріан, Гордіан, Ілля, Зотик, Кетеван, Корнилій, Кронид, Макровій, Леонтій, Лукіан (Лук'ян), Петро, Селевк, Серапіон, Стратоник, Юліан.

## Події
- 1333 — Перша згадка про Кафедральний собор Кенігсберга
- 1776 — засноване місто Дніпро.
- 1788 — Нью-Йорк проголошений столицею США
- 1848 — у Львівському університеті створена кафедра української мови
- 1902 — У Великій Британії вперше як доказ провини обвинуваченого були використані відбитки його пальців з місця злочину
- 1922 — У Смірні під час різанини греків та вірмен турецькою армією почалася велетенська пожежа, що тривала кілька днів і зруйнувала християнську частину міста
- 1959 — Під час посадки радянська космічна станція «Луна-2» впала на поверхню Місяця і стала першим зробленим людиною об'єктом, котрий досягнув поверхні супутника
- 1960 — у США відбувся перший симпозіум біоніків

- 1960 — президент США Дуайт Ейзенхауер підписав указ про встановлення пам'ятника Тарасові Шевченку у Вашингтоні
- 1962 — Елвіс Преслі з піснею «She's Not You» вдванадцяте очолив хіт-парад Великої Британії
- 1965 — В США вийшов сингл «Бітлз» «Yesterday»
- 1968 — Албанія вийшла з Організації Варшавського договору
- 1982 — в аеропорті Малаги (Іспанія) зазнав катастрофи літак DC-10 рейсу 995 для авіакомпанії Spantax[en]; 50 загиблих
- 1989 — в Україні виявлено перших хворих на СНІД: ними виявилися дві молоді мешканки Києва
- 1993 — Підписана угода між Ясіром Арафатом і Іцхаком Рабином про визнання Палестинської автономії

## Народились
Див. також Категорія:Народились 13 вересня
- 1601 — Ян Брейгель молодший, фламандський живописець, представник бароко; з династії художників Брейгелів, син Яна Брейгеля старшого, онук Пітера Брейгеля Мужицького, батько Абрагама Брейгеля.
- 1660 — Данієль Дефо, англійський письменник і публіцист, відомий як автор «Робінзона Крузо».
- 1776 — Семюел Вілсон, американський торгівець, прообраз Дядька Сема — національного символу Америки.
- 1819 — Клара Шуман, німецька піаністка і композиторка, дружина Роберта Шумана.
- 1874 — Арнольд Шенберг, австрійський композитор, художник, диригент; представник музичного експресіонізму.
- 1886 — Роберт Робінсон, британський хімік-органік, лауреат Нобелівської премії 1947 року.
- 1887 — Леопольд Ружичка, швейцарський фізик і радіохімік хорватського походження, лауреат Нобелівської премії 1939 року (спільно з Адольфом Бутенандтом).
- 1894 — Джон Бойнтон Прістлі, англійський романіст, есеїст, драматург та театральний режисер.
- 1894 — Юліан Тувім, польський поет
- 1896 — Тадеуш Шеліговський, польський композитор, уродженець Львова
- 1903 — Клодет Кольбер, американська акторка, володарка премій «Оскар» та «Золотий глобус».
- 1916 — Роальд Дал, британський письменник.
- 1924 — Моріс Жарр, французький композитор.
- 1931 — Борис Харчук, український письменник.
- 1961 — Оксана Іванкевич, український художник
- 1967 — Майкл Джонсон, видатний американський легкоатлет, спринтер.
- 1977 — Ендрю Хіггінсон, британський професіональний гравець у снукер.
- 1993 — Найл Хоран, ірландський співак, автор пісень і гітарист, відомий як член бойз-бенду One Direction.

## Померли
Дивись також Категорія:Померли 13 вересня
- 81 — Тіт Флавій Веспасіан, римський імператор (79 — 81 рр.) з династії Флавіїв.
- 1321 — Данте Аліґ'єрі, видатний італійський поет доби Відродження.
- 1506 — Андреа Мантенья, італійський художник епохи раннього Відродження.
- 1592 — Мішель де Монтень, французький філософ і письменник епохи Відродження, есеїст-мораліст («Досліди»), громадський діяч († 1592).
- 1598 — Філіп II, іспанський король.
- 1655 — Каспар ван Віттель, нідерландський художник.
- 1872 — Людвіг Фейєрбах, німецький філософ, син криміналіста і філософа Ансельма Фейєрбаха.
- 1877 — Марія Анна Баварська, баварська принцеса з династії Віттельсбахів, дочка короля Баварії Максиміліана I.
- 1894 — Емануель Шабріє, французький композитор романтичного напрямку, творчість якого вплинула на таких композиторів, як Дебюссі, Равель, Стравинський, Пуленк, Ріхард Штраус, композиторів групи «Французька шістка».
- 1928 — Італо Звево, італійський прозаїк і драматург.
- 1952 — Степан-Максим Балей, український і польський психолог, педагог, філософ.
- 1977 — Леопольд Стоковський, американський диригент польського походження.
- 1987 — Мервін Лерой, американський кінорежисер, кінопродюсер, актор.
- 1996 — Тупак Шакур, один з найвідоміших американських реперів.
- 2001 — Дороті Макгвайр, американська акторка, номінантка на премію «Оскар» в 1947 році.